# Espelkamp
Espelkamp è una città di 24 754 abitanti della Renania Settentrionale-Vestfalia, in Germania.
Appartiene al distretto governativo (Regierungsbezirk) di Detmold ed è parte del circondario (Kreis) di Minden-Lübbecke (targa MI).
Espelkamp si fregia del titolo di "Media città di circondario" (Mittlere kreisangehörige Stadt).

## Gemellaggi[2]
- Angermünde, dal 1990
- Torgelow, dal 1990
- Nagykörös, dal 1991
- Borås, dal 1995